# Мејплвуд (Вашингтон)
Мејплвуд (енгл. Maplewood) насељено је место без административног статуса у америчкој савезној држави Вашингтон.

## Демографија
По попису из 2010. године број становника је 5.138.
| Група             | 2000.    | 2010.         |
| Белци             | 0 (0,0%) | 4.595 (89,4%) |
| Афроамериканци    | 0 (0,0%) | 27 (0,5%)     |
| Азијати           | 0 (0,0%) | 147 (2,9%)    |
| Хиспаноамериканци | 0 (0,0%) | 184 (3,6%)    |
| Укупно            | 0        | 5.138         |